# Lionel Corporation

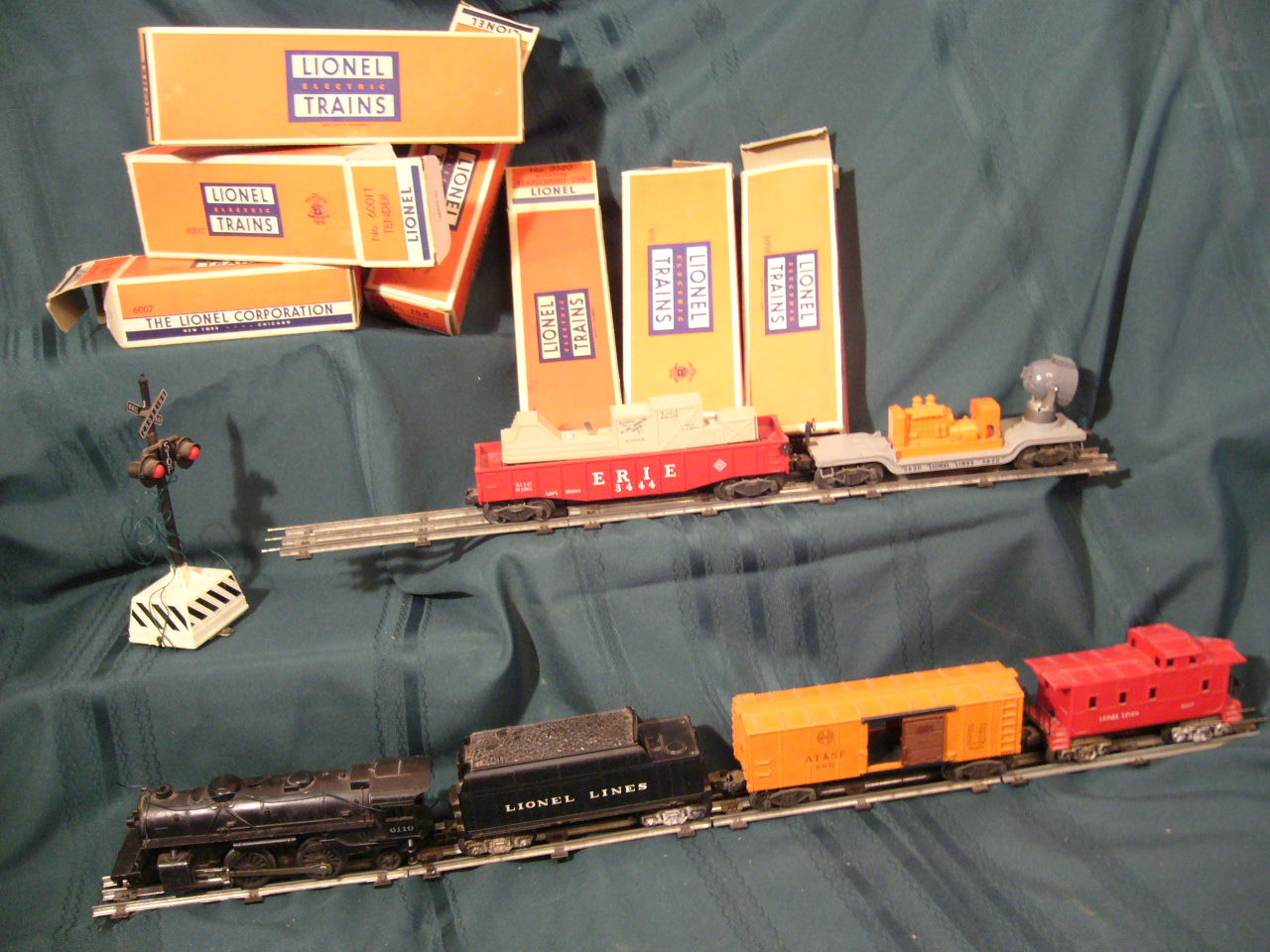
Lionel trains.

Lionel Corporation fue un fabricante estadounidense de juguetes (también vendía al por menor) que estuvo en el negocio entre 1900 y 1993. Fundada como una compañía de productos eléctricos novedosos, Lionel se especializó en varios productos a lo largo de su existencia, pero fueron los trenes eléctricos y los modelos ferroviarios los que la llevaron a la fama. Los trenes Lionel, producidos desde 1901 hasta 1969, fueron la admiración de los ferromodelistas en todo el mundo por la solidez de su construcción y el realismo de sus detalles. En los años de su máximo esplendor, en los años '50, la compañía vendía $25 millones de dólares en trenes por año. En el 2006, el tren eléctrico de Lionel, junto al Easy Bake Oven (un hornito de juguete), fueron los primeros dos juguetes eléctricos en ser ingresados al National Toy Hall of Fame (Salón Nacional de la Fama de los Juguetes). También hay que señalar que en T.V. se pasó un anuncio comercial a mediados de la década de 1980 con un muy bien conocido y recordado tema "Lionel Kiddy City, turn that frown {clap-clap} upside-down" (Ciudad de los Niños Lionel, deja de {clap-clap} fruncir el ceño)
Lionel permanece como una de las marcas de modelos de trenes más recordadas en Estados Unidos, siendo sus productos muy valorados por los coleccionistas. Lionel, LLC es ahora propietaria de todas las marcas y de muchos productos asociados con Lionel Corporation; no hay, sin embargo, conexión directa entre las dos compañías.

## Historia de la Compañía
La original Lionel Corporation fue fundad en 1900 por Joshua Lionel Cowen y Harry C. Grant en la ciudad de Nueva York. Los devotos de la compañía están en desacuerdo sobre la fecha de constitución, ya que el papeleo oficial da como fecha el 5 de septiembre, pero la documentación no se presentó hasta el 22 de septiembre, más de dos semanas más tarde.
Inicialmente, la empresa se especializó en novedades eléctricas, tales como ventiladores y dispositivos de iluminación.

### La época de Pre-Guerra
El primer tren de Lionel, el Electric Express, no estaba destinado para la venta al público, sino para exhibición en las tiendas. Producido en 1901, funcionaba sobre una vía de bronce y funcionaba con baterías y un motor Cowen, pensado originalmente para usarse en ventiladores. Cowen esperaba usar la fascinación del público por los trenes y la electricidad para capturar la atención de la gente y mejorar las ventas. Sin embargo, el público comenzó a acercarse para comprar los trenes, lo que llevó a Lionel a fabricar trenes de juguete para el público en general. Lionel terminó vendiendo 12 ejemplares del Express Electric.
Los primeros trenes Lionel eran más grandes que los modelos disponibles hoy, funcionando en una vía de dos rieles, con una trocha de 7,3 cm. En 1906, Lionel comenzó a ofrecer una vía de 3 rieles que simplificaban el cableado de circuitos de inversión y de low accesorios. Los rieles externos estaban separados 5,4 cm, el cual no coincidía con los estándares existentes, que otros fabricantes usaban desde 1891. Si se trataba de una interpretación erróneamente accidental de la escala 2 de Märklin o una incompatibilidad intencional, no es claro, pero Lionel llamó a su vía no estándar Trocha Estándar y la registró como marca. Cuando otras compañías de USA comenzaron a usar el estándar de Lionel, lo llamaban, por lo general, Trocha Ancha. En 1915, Lionel siguió a sus competidores de USA y adoptó la escala 0 estándar para su línea de trenes más costosos.
Para el final de la Primera Guerra Mundial, Lionel era uno de los tres más grandes fabricantes de trenes de juguete de Estados Unidos, y creció rápidamente debido a una astuta mercadotécnia. Cowen, comenzó a contactar a los grandes almacenes para incorporar sus trenes de juguete como parte de la exhibición del árbol de Navidad, para unir a los trenes de juguete con la Navidad y convertirlos en regalos de Navidad populares. Lionel fabricó sus trenes más grandes que cualquier otro, haciéndolos parecer de mayor valor. Cuando los competidores criticaron el realismo de los trenes de Lionel (Cowen había sido reacio a invertir en el equipamiento necesario para la litografía, por lo que al principio eran simplemente pintados con esmaltes de colores sólidos y con detalles en piezas de latón), hizo publicidades dirigidas a los niños, diciendo que sus productos eran los trenes de juguete más realistas. Además, Lionel criticó la durabilidad de los productos de los competidores en los anuncios dirigidos a los padres.
William Walthers, un gran vendedor de modelos de trenes, preguntó a Cowen en 1929 por qué Lionel pintaba sus trenes con colores brillantes y no reales. Cowen contestó que la mayoría de los trenes eran comprados por las madres para sus chicos, y los colores brillantes atraían las mujeres compradoras.
Para la década de 1920, Lionel había superado a Ives convirtiéndose en el líder del mercado, vendiendo trenes de metal con coloridos esquemas de pintura.
Las feroces campañas publicitarias de Lionel se hicieron sentir en Ives, que se declaró en bancarrota en 1928. Lionel y American Flyer compraron Ives y la manejaron en forma conjunta hasta 1930, cuando Lionel compró la parte de Flyer. Lionel operó a Ives como una subsidiaria hasta 1932.
La Gran Depresión golpeó fuerte a Lionel. En 1930, los beneficios de Lionel cayeron a $82.000 (en 1927 tuvo ganancias por más de $500.000) y en 1931, perdió $207.000. Los trenes eran considerados y objeto de lujo, y en el momento de mayor depresión, uno de los modelos de locomotora más extravagantes de Lionel costaba tanto como un Ford Modelo T usado. En un esfuerzo por competir con compañías que estaban dispuestas a recortar los precios de Lionel sin diluir la prima de las marcas Lionel y Ives, Lionel introdujo una línea de trenes de juguete eléctricos de bajo costo bajo las marcas Winner Toys o Winner Toy Corp., que se vendieron desde 1930 hasta 1932. El precio de un tren arrancaba en $3,25, incluyendo el transformador. Estos y otros esfuerzos para mejorar su situación financiera no fueron capaces de mantener a Lionel, que entró en liquidación en mayo de 1934.
El producto ampliamente acreditado como salvador de la empresa fue una vagoneta a cuerda con Mickey y Minnie Mouse, que corría en la vía de escala 0 y se vendía por $1. Lionel fabricó 250.000 unidades pero era incapaz de cumplir con la demanda. A un precio al por mayor de 55 centavos de dólar, las ventas de la vagoneta no proporcionaban suficientes ganancias para pagar las deudas de Lionel de 300.000 dólares, pero sin embargo proveían el efectivo necesario. Lionel evitó la quiebra, y salió de liquidación al año siguiente. Para 1939, Lionel discontinuó sus productos de escalas estándar, concentrándose en las más accesibles escalas O y 00, que se habían introducido en 1938.
Lionel cesó la producción de juguetes en 1942 para producir productos náuticos para la Armada de los Estados Unidos durante la Segunda Guerra Mundial. La compañía hizo una gran campaña publicitaria, sin embargo, prometiendo nuevos e interesantes productos e instando a los adolescentes estadounidenses para comenzar la planificación de sus diseños de posguerra. También introdujo el tren de papel, un conjunto detallado para cortar y doblar los modelos de trenes de Lionel impreso en cartulina que era muy difícil de armar.

### La época de posguerra

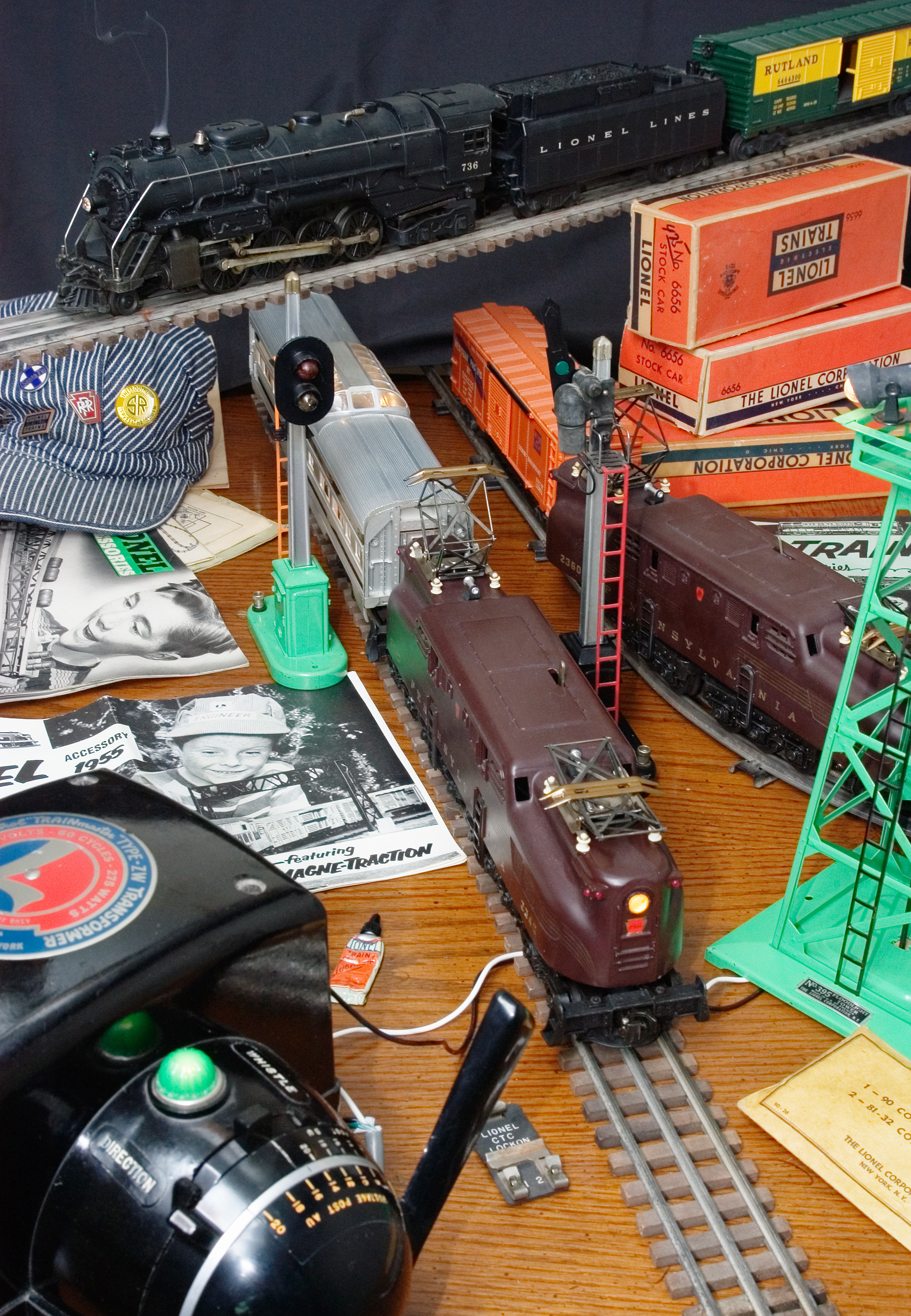
Trenes y accesorios Lionel de posguerra.

Lionel reanudó la producción a fines de 1945, reemplazando su línea de productos originales con unos trenes menos coloridos pero más realistas, y concentrándose exclusivamente en la escala 0. Muchos de los modelos Lionel tenían una nueva característica: humo, que se generaba echando pequeñas tabletas o un aceite especial en la caja de humos de la locomotora.
Durante este periodo Lionel produjo un conjunto de construcción utilizando un conjunto único de componentes. Mientras que los utilizados por la competencia consistían de tuercas y pernos de sujeción, el conjunto Lionel empleaba unos remaches del tipo aeronáutico de cabeza redonda, sostenido por arandelas de goma, eliminando la necesidad de herramientas. Los elementos estructurales eran vigas huecas de sección cuadrada hechas de chapa de aluminio plegada y muy delgadas, y podían destruirse si se pisaban. Una placa base más robusta de aluminio plegada se utilizaba para formar la base de la mayoría de las construcciones, placas adicionales circulares se utilizaban para construir las ruedas más grandes o los pivotes. Poleas, refuerzos y empalmes también se incluían. Un motor de CA con una caja reductora se alimentaba desde la corriente eléctrica de la casa. Si bien era innovador, la falta de piezas de uso general con muchos agujeros limitó la capacidad de adaptar el conjunto para crear construcciones complejas. Las construcciones terminadas también carecían de la robusta durabilidad de su principal competidor en ese entonces, el Erector Set.
Durante los años 50, Lionel superó a su competidor más cercano, American Flyer, aproximadamente por 2:1, con un pico máximo en 1953. Algunas historias dicen que Lionel fue la empresa de juguetes más grandes del mundo, a principios de la década de 1950. Si ese hubiera sido el caso, se trataba de una grandeza de corta duración: en 1955 las ventas de Lionel fueron de alrededor de $23 millones, mientras que su rival, Juguetes Marx (no hacían solo trenes) tuvo ventas por $50 millones.
La década de 1946–1956 fue la Edad de Oro de Lionel. La locomotora diésel Lionel 2333, una EMD F3 con el esquema de colores Santa Fe "Warbonnet", introducida en 1948, se convirtió en el ícono de Lionel y en el ícono de la época, sin embargo, Lionel declinó rápidamente después de 1956. A partir de este momento, los aficionados prefirieron los trenes en escala H0, más pequeña pero más realista, y los niños pasaron a interesarse más por los autos de juguete antes que por los trenes. El cambio agarró a Lionel con la guardia baja, y en 1957 introdujeron una línea de trenes escala H0, con licencia de Rivarossi, y una línea de coches de carreras. Ninguno de los productos tuvo la popularidad de sus trenes escala 0. Los intentos para incrementar las ventas de los trenes con una fabricación más económica fueron un fracaso; 1957 fue el último año de posguerra rentable para Lionel.
En 1959, Cowen e hijo vendieron su participación en la compañía Lionel y se retiraron. El comprador fue el sobrino nieto de Cowen, Roy Cohn (empresario y abogado delsenador Joseph McCarthy), que reemplazó a la mayoría de la administración de Cowen. La dirección de la empresa Lionel cambió, agregando compañías subsidiarias no relacionadas con los trenes de juguete, entre otras, Dale Electronics, Motores Eléctricos Sterling, y Telerad Manufacturing. Los entusiastas de los trenes Lionel consideran que en 1959 fue el fin del "verdadero tren Lionel". En los primeros cuatro años en que Lionel estuvo en manos de Cohn, la empresa perdió más de US$13 millones.
Como parte de su diversificación, Lionel formó una sociedad con Porter Chemical Company, cuyo propietario Harold M. Porter fue miembro del directorio de Lionel. Lionel empezó a hacer una variedad de juguetes educativos con orientación científica, designados "Lionel-Porter". La línea de productos, en catálogo desde 1961 a 1968, incluían el juego de química Chemcraft, el juego de microscopio Microcraft, el juego de biología Biocraft, y para la enseñanza de la mineralogía, la física, la geología, las matemáticas y la ciencia industrial, junto con una línea de herramientas juveniles.
El intento de Lionel de diversificar sus productos para compensar la pérdida de interés del público en los trenes falló. En 1966, los ingresos de Lionel era de $28 millones, correspondiendo el 40 por ciento a contratos gubernamentales. Mientras tanto, el principal competidor de Lionel también se desvanecía, y enero de 1967 la compañía matriz de su rival American Flyer, la A. C. Gilbert Company, se declaró en quiebra. Lionel compró la marca American Flyer y su línea de productos en mayo de ese año en un acuerdo de 150.000 dólares; sin embargo, Lionel no tenía dinero para explotarlos, y menos de cuatro meses después presentó la quiebra, el 7 de agosto de 1967. En 1969, Lionel Corp. vendió los productos de su línea de trenes (las ventas cayeron a poco más de $1 millón por año) y los derechos de la marca Lionel a la compañía cerealera General Mills. La marca Lionel aún continúa, ahora propiedad de Lionel, LLC; sin embargo, la mayoría de los entusiastas de trenes Lionel consideran que en 1959 fue el final del "verdadero tren Lionel", porque el diseño y la fabricación cambió, a veces para peor, en virtud de los nuevos propietarios de Lionel.
A principios de los años 70, Lionel compró las Tiendas Morsan a su fundador, Mort Jarashaw. Era una pequeña cadena de tiendas de artículos deportivos con sede en Nueva Jersey, que se convirtió en Lionel Morsan.

### El fin de la Lionel Corporation
Después de vender su línea de trenes, Lionel Corporation se convirtió en un holding especializado en tiendas de juguetes. Para inicios de la década de 1980, Lionel operaba alrededor de 150 tiendas, con los nombres Toy City, Lionel Kiddie City, Lionel Playworld, Lionel Toy Warehouse, y Lionel Toy Town. Por un tiempo, fue la segunda cadena de jugueterías más grande de Estados Unidos. Lionel se metió en problemas financieros durante la recesión de comienzos de 1980 y se declaró en quiebra Capítulo 11 en febrero de 1982. Después de la reducirse en tamaño a 55 establecimientos, salió de la quiebra en septiembre de 1985.
Para 1991, la cadena se había ampliado a 100 tiendas y fue la cuarta mayor minorista de juguetes en el país, pero una vez más se metió en problemas debido a una combinación de factores. En 1989 el Robert I. Toussie L.P., una asociación de varios ejecutivos del sector minorista, intentó comprar la compañía. Lionel resistió, y la pelea vació a la compañía de dinero. Mientras tanto, las cadenas de tiendas no especializadas expandían sus secciones de juguetes y colocaban precios más bajos que el de las cadenas de jugueterías. Adicionalmente, Lionel tuvo dificultades para competir con los precios con la cadena, más grande, Toys R Us, e intentaron expandirse demasiado rápido en una economía debilitada. Después de varios trimestres sucesivos no rentables, se acogió al Capítulo 11 de la ley de quiebra el 14 de junio de 1991. En 1992 Lionel intentó revertir el destino tratando de fusionarse con, también en quiebra, Child World, el tercer minorista de juguetes de Estados Unidos, pero no pudo conseguir la financiación. En febrero de 1993 Lionel cerró todas las tiendas menos 29, concentrándose en los mercados de Filadelfia, Nueva Jersey central, Baltimore, Washington D. C., Cleveland, y Florida de sur. Incapaz de llegar a un acuerdo para la reestructuración con sus acreedores, el 2 de junio de 1993, Lionel anunció su intención de liquidar todas sus tiendas y salir de los negocios.
Las marcas registradas de Lionel fueron comprados por Richard Kughn, un magnate inmobiliario de Detroit que había comprado la línea de productos de Lionel a General Mills en 1986. Ver Lionel, LLC.
El 15 de abril de 2004, un incendio destruyó la antigua fábrica de trenes Lionel ubicada en Irvington, New Jersey. De acuerdo a un informe del Departamento de Bomberos local, fueron necesarios 100 bomberos para extinguir las llamas. El edificio estuvo desocupado los últimos 10 años y estaba en mal estado, según el Jefe de Bomberos Don Huber.
La vieja fábrica de Lionel en Hillside, New Jersey, donde Lionel Corporation fabricó sus trenes desde los inicios de la década de 1920 hasta 1969 aún se mantiene en pie. Fotos de la fábrica pueden verse en el sitio web Ihorse.

## Identificando equipos Lionel
Con muy pocas excepciones, todos los productos Lionel pueden identificarse con un número de cuatro dígitos, impreso tanto en el lado derecho del vagón o locomotora, o estampado en la parte de abajo.
No todos los trenes Lionel valen grandes sumas de dinero. Una locomotora Lionel 1110 Scout (Explorador), por ejemplo, se vende en alrededor de US$40 en buenas condiciones; muy cerca de lo que se habría vendido en 1949-1952. Un modelo más raro o más versátil de la misma época puede venderse en varios cientos de dólares, e incluso puede superar los US$1000.
Las vías de escala O se produjeron en dos radios distintos: O y O27. La escala O es aproximadamente 1/48-1/55, y los trenes O pueden tomar curvas que no sean de diámetro menor a 790 mm. En la práctica, los vagones O27 son más cortos que los de la escala O (pero con el mismo ancho y alto), haciendo que puedan tomar curvas más cerradas (la vía O27 forma un círculo con un diámetro de 690 mm, es decir, 27 pulgadas). La vía O es algo mayor que la O27 y los tramos de vía son más largos. Los dos tipos de vías son fácilmente identificables: un tramo recto de vía O27 tiene una altura de 11,1 mm y alrededor de 212 mm de largo, mientras que un tramo recto de vía O tiene una altura de 17,5 mm y un largo de 254 mm. Un círculo de 8 tramos curvos de escala O estándar tienen un diámetro de 790 mm, mientras que 8 tramos curvos de la escala O27 forman un círculo de 690 mm (27 pulgadas) de diámetro, de ahí el nombre "O27". Además, los cambios de vía operados eléctricamente solo se proveían en escala O.
Los trenes O27 pueden circular sin problemas en las vías O, pero las locomotoras y vagones, más largos, de la escala O pueden tener problemas para circular en las curvas O27, más cerradas, llegando a detenerse o descarrilar.
La forma más sencilla para identificar los trenes Lionel es examinando los acoples. Los trenes Lionel anteriores a la Segunda Guerra Mundial, usaban acoples que semejaban un gancho. Los vagones suelen estar construidos de metal, con esquemas coloridos. Los trenes hechos después de la SGM usaban dos tipos de acoples. El menos común (y menos deseable), usado en la serie Scout de iniciación, eran más largos y parecían una letra "G" mayúscula. Los acoples Scout no podían abrirse. Los acoples más comunes se abren al presionar una clavija ubicada en la parte superior del mismo. Estos acoples son compatibles con los vagones escala O modernos de Lionel y de otros fabricantes.
Hay dos tipos de acoples eléctricos, los dos son abiertos mediante corriente eléctrica aplicada a un tramo recto de desacople. El primer tipo (de inicios de la posguerra) usa dos rieles ubicados entre los rieles externos y el riel central, formando una vía de 5 rieles. Una zapata en cada vagón hace contacto con este riel y opera un solenoide ubicado en el acople cuando se aplica corriente eléctrica. Una versión posterior utiliza una bobina inductiva ubicada en el centro de la vía, en una amplia abertura en el tercer riel. Una bobina en el vagón. El método inductivo solucionaba un problema del sistema de zapata, ya que éste tenía la tendencia a trabarse en los cambios de vía, produciendo un descarrilamiento.
Los trenes de juguete fabricados por Louis Marx and Company entre 1938 y 1978 a menudo se asemejan a los trenes Lionel y son compatibles en gran medida, pero muchos vagones y locomotoras de Marx son ligeramente más pequeños y tienen menos detalles que sus homólogos de Lionel. Muchas locomotoras de Marx tienen identificadores de tres dígitos, lo cual ayuda a distinguirlos de las de Lionel, y muchos vagones de Marx no tienen ninguna identificación. Los acoples de Marx también difieren en que son más del tipo juguete.

## Fuente
- Esta obra contiene una traducción  derivada de «Lionel Corp.» de Wikipedia en inglés, publicada por sus editores bajo la Licencia de documentación libre de GNU y la Licencia Creative Commons Atribución-CompartirIgual 4.0 Internacional.

- Datos: Q3032117
- Multimedia: Lionel Corporation / Q3032117